# 나가스에 에이이치
나가스에 에이이치(일본어: 永末 英一, 1918년 1월 2일~1994년 7월 10일)는 10선 중의원 의원을 역임한 일본의 정치인이다.

## 생애
1918년 1월 후쿠오카현에서 태어났다. 제삼고등학교를 거쳐 1941년 도쿄제국대학 법학부 정치학과를 졸업한 뒤 남만주철도주식회사에서 근무했다. 이후 해군단기현역주계과사관이 되어 경순양함 이스즈 서무주임, 구축함 하루사메 주계장, 중순양함 마야 주계장으로 레이테만 전투에 참가했다. 이때 1944년 10월 23일 마야가 미국 잠수함의 공격으로 격침되었는데 구축함 아키시모의 구조를 받아 살아났으며 이어서 전함 무사시로 옮겨갔으나 다음 날인 24일 무사시도 공습을 받아 침몰됐다. 구축함 시마카제의 구조를 받고 레이테만 전투를 이어갔다.
전투 후에 전함 야마토로 이동해 제2함대 부관이 되었다가 12월 상순 일본으로 돌아왔다. 일본으로 돌아오는 중에도 야마토와 함께 항해하던 전함 곤고와 구축함 우라카제가 미국의 공격으로 격침됐다. 이후 제2사가미노 항공대, 마이즈루 해병단에서 복무하다가 해군 주계대위일 때 종전을 맞이했다.
전후에는 정치인이 되어 교토시의회 의원과 교토부의회 의원을 거쳐 1959년 6월 제5회 일본 참의원 의원 통상선거에 출마해 당선됐다. 일본사회당 공천으로 당선됐지만 이후 탈당하여 1960년 1월 민주사회당 창당에 참여했다.
사망한 미즈타니 조자부로의 후계자로서 참의원 의원을 사임하고 1963년 11월 제30회 일본 중의원 의원 총선거에 출마해 당선됐다. 이후 연속으로 3선 의원까지 지냈다가 1971년 중의원 의원을 사직하고 2월 교토시장 선거에 출마했다. 당적을 보유하지 않아 무소속으로 출마했지만 자유민주당과 민사당의 추천을 받았다. 하지만 낙선했고 다음 해 12월 제33회 일본 중의원 의원 총선거에 출마해 중의원에 복귀했다.
1979년 5월 민사당 국회대책위원장이 되었다. 1985년 4월 사사키 료사쿠가 위원장에서 사임한 뒤 열린 당대회에서 전직 위원장으로 상임고문인 가스가 잇코가 당내에 미치는 영향력을 장로정치라며 비판했다. 이때 나가스에는 가스가의 분노를 샀지만 신임 위원장 쓰카모토 사부로에 의해 부위원장이 되었다. 1988년 리크루트 사건의 여파로 쓰카모토가 물러나자 다음 해 2월 상임고문 사사키의 지명으로 나가스에가 위원장이 되었다.
당시 당내 주류는 자공민 노선으로 가스가, 쓰카모토, 오우치 게이고가 주장하고 있었다. 반면 나가스에는 사사키와 함께 사공민 노선을 내세우고 있어 당내 갈등이 있었다. 1989년 7월 제15회 일본 참의원 의원 통상선거에서 사회당이 약진한 데 반해 민사당과 공명당은 비개선을 합쳐도 의석이 10개도 채 되지 않는 참패를 당했다. 이로 인해 사공민 노선을 내세우며 사회당과의 선거 협력을 주장한 나가스에가 비판을 받았고 1990년 2월 제39회 일본 중의원 의원 총선거에서는 20석 미만의 의석을 획득하는 데 그쳤다. 결국 나가스에는 책임을 지고 위원장에서 물러났으며 1993년 6월에는 정계를 은퇴했다.
1994년 7월 심부전으로 교토시의 병원에 입원했다가 사망했다. 정3위가 서훈됐다.

## 역대 선거 결과
|  | 22.16% |

|  | 15% |

|  | 12.9% |

|  | 16.9% |

|  | 47.96% |

|  | 15.2% |

|  | 12.3% |

|  | 13.2% |

|  | 13.9% |

|  | 15.9% |

|  | 12.8% |

|  | 15.7% |